# Charlot apprenti
Pour les articles homonymes, voir Work.
Pour plus de détails, voir Fiche technique et Distribution.
Charlot apprenti (titre original : Work) est un film américain réalisé par Charlie Chaplin, sorti en 1915.

## Synopsis
Dans une maison bourgeoise, un couple se dispute. Le mari s'est levé du mauvais pied et s'énerve après son petit déjeuner qui tarde. Pendant ce temps, deux ouvriers s'acheminent vers la maison. Le patron, assis sur la carriole avec tout le matériel, encourage son apprenti qui la tire avec peine.

## Fiche technique
- Titre : Charlot apprenti
- Titre original : Work
- Réalisation : Charlie Chaplin
- Scénario : Charlie Chaplin
- Photographie : Roland Totheroh et Harry Ensign
- Montage : Charlie Chaplin
- Musique : Robert Israel
- Producteur : Jess Robbins
- Société de production : The Essanay Film Manufacturing Company
- Société de distribution : General Film Company
- Pays de production :  États-Unis
- Langue : film muet avec les intertitres en anglais
- Format : Noir et blanc — 35 mm — 1,33:1 — Muet
- Genre : Comédie
- Durée : 25 minutes
- Dates de sortie :
  - États-Unis : 21 juin 1915
  - France : 31 janvier 1919[1]

## Distribution
- Charles Chaplin : L'apprenti
- Charles Inslee : Le patron
- Edna Purviance : La bonne
- Billy Armstrong : Le mari
- Marta Golden : La femme
- Leo White : L'amant
- Paddy McGuire : L'ami du patron